# Hovingham-Meister

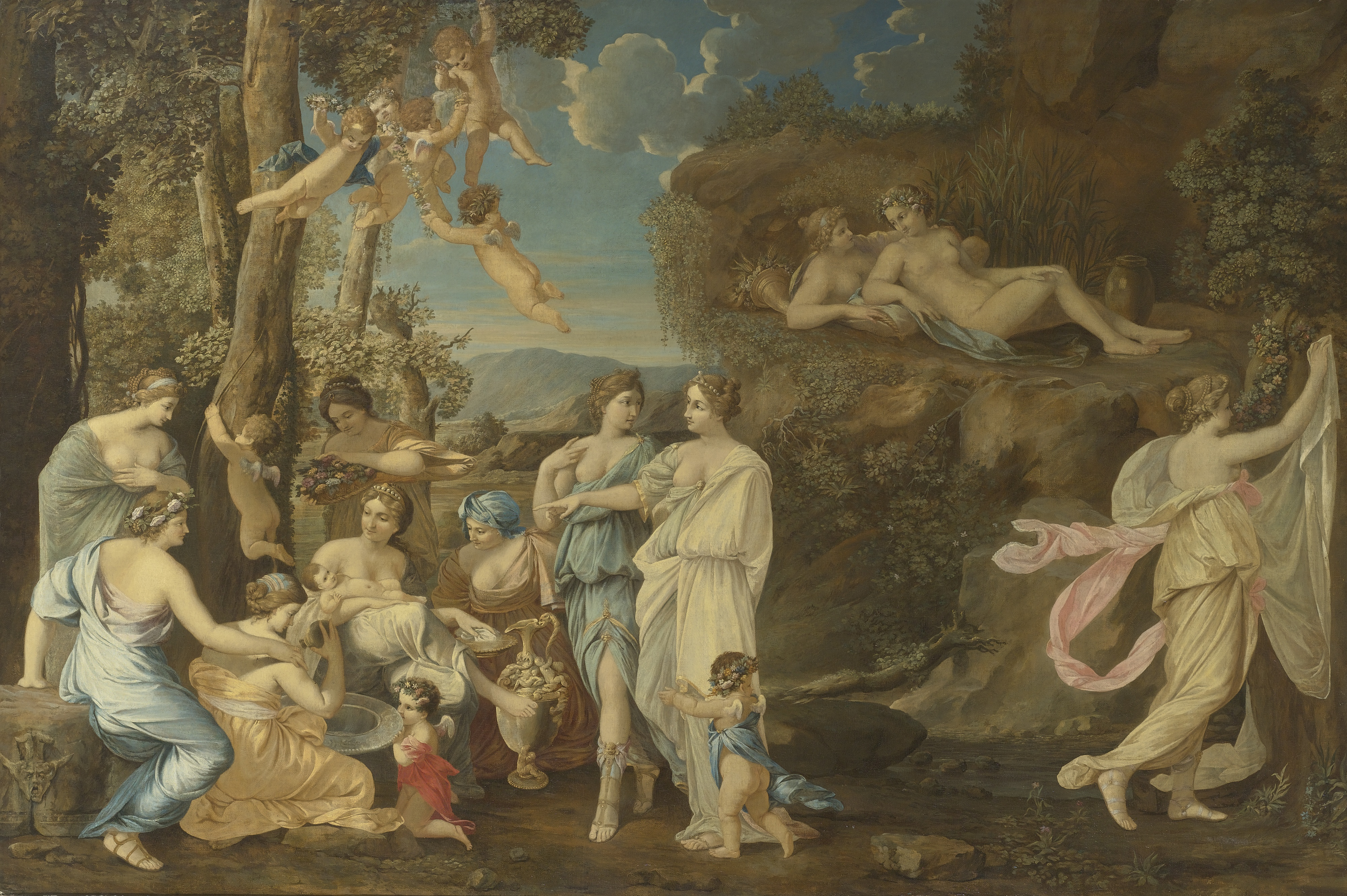
Die Geburt des Bacchus, ein Gemälde des Hovingham-Meisters

Meister der Hovingham-Bilder oder Hovingham-Meister (engl. Hovingham-Master) wird als Notname eines namentlich nicht bekannten Malers des französischen klassizistischen Barocks vorgeschlagen. Von ihm sollen einige Bilder aus dem 17. Jahrhundert stammen, die man zuvor versuchte Nicolas Poussin zuzuordnen. Darunter befinden sich die zwei Gemälde aus der Sammlung Sir William Worsley, Hovingham Hall in Yorkshire in England, die dem namentlich nicht bekannten Künstler seinen Notnamen geben. Die Gemälde der Leda und der Venus werden dort erstmals im Inventar von 1777 aufgelistet.
Trotz einer Inschrift auf einem im 17. Jahrhundert nach einem der Gemälde der Leda gravierten Kupferstich, die dieses Werk Poussin zuschreibt, soll sich der Malstil des Hovingham-Meisters von dem Poussins so unterscheiden, dass dies eine getrennte Werkerfassung für diesen Künstler rechtfertigt.
Hovingham-Meister ist einer von mehreren Notnamen, unter denen eine genauere Zuschreibung von Poussin und seinem Umkreis zugeordneten Werken versucht wird. So werden z. B. neben eben dem Hovingham-Meister weitere Werke in der Nachfolge Poussins einem Heytesbury-Meister zugeordnet.